# Assemblage
Assemblage ou assemblagem é um termo francês que foi trazido à arte por Jean Dubuffet em 1953. É usado para definir colagens com objetos e materiais tridimensionais. A assemblage é baseada no princípio que todo e qualquer material pode ser incorporado a uma obra de arte, criando um novo conjunto sem que esta perca o seu sentido original. É uma junção de elementos em um conjunto maior, onde sempre é possível identificar que cada peça é compatível e considerado obra.
Ao se utilizar de diversos materiais como papéis, tecidos, madeira "colados" a uma tela o artista consegue ultrapassar as limitações da superfície, rompendo assim o limite da pintura, criando uma junção da pintura com a escultura.
O princípio que orienta a feitura de assemblages é a "estética da acumulação": todo e qualquer tipo de material pode ser incorporado à obra de arte. O trabalho artístico visa romper definitivamente as fronteiras entre arte e vida cotidiana; ruptura já ensaiada pelo dadaísmo, sobretudo pelo ready-made de Marcel Duchamp (1887–1968) e pelas obras Merz (1919), de Kurt Schwitters (1887–1948).
A ideia forte que ancora as assemblages diz respeito à concepção de que os objetos díspares reunidos na obra, ainda que produzam um novo conjunto, não perdem o sentido original. Menos que síntese, trata-se de justaposição de elementos, em que é possível identificar cada peça no interior do conjunto mais amplo. A referência de Dubuffet às colagens não é casual. Nas artes visuais, a prática de articulação de materiais diversos numa só obra leva a esse procedimento técnico específico, que se incorpora à arte do século XX com o cubismo de Pablo Picasso (1881–1973) e Georges Braque (1882–1963).
Ao abrigar no espaço do quadro elementos retirados da realidade — pedaços de jornal, papéis de todo o tipo, tecidos, madeiras, objetos etc. —, a colagem liberta o artista de certas limitações da superfície. A pintura passa a ser concebida como construção sobre um suporte, o que pode dificultar o estabelecimento de fronteiras rígidas entre pintura e escultura. Em 1961, a exposição The art of Assemblage, realizada no Museum of Modern Art - MoMA de Nova Iorque, reúne não apenas obras de Dubuffet, mas também as combine paintings de Robert Rauschenberg (1925–2008) e a junk sculpture, e isso leva a pensar que a assemblage como procedimento passe a ser utilizada nas décadas de 1950 e 1960, na Europa e nos Estados Unidos, por artistas muito diferentes entre si.